# Pečeňady
Pečeňady (bis 1927 slowakisch auch „Pečeňany“; ungarisch Besnyőpetőfalva – bis 1907 Pecsenyéd) ist eine Gemeinde im Westen der Slowakei mit 564 Einwohnern (Stand 31. Dezember 2024), die zum Okres Piešťany, einem Teil des Trnavský kraj gehört.

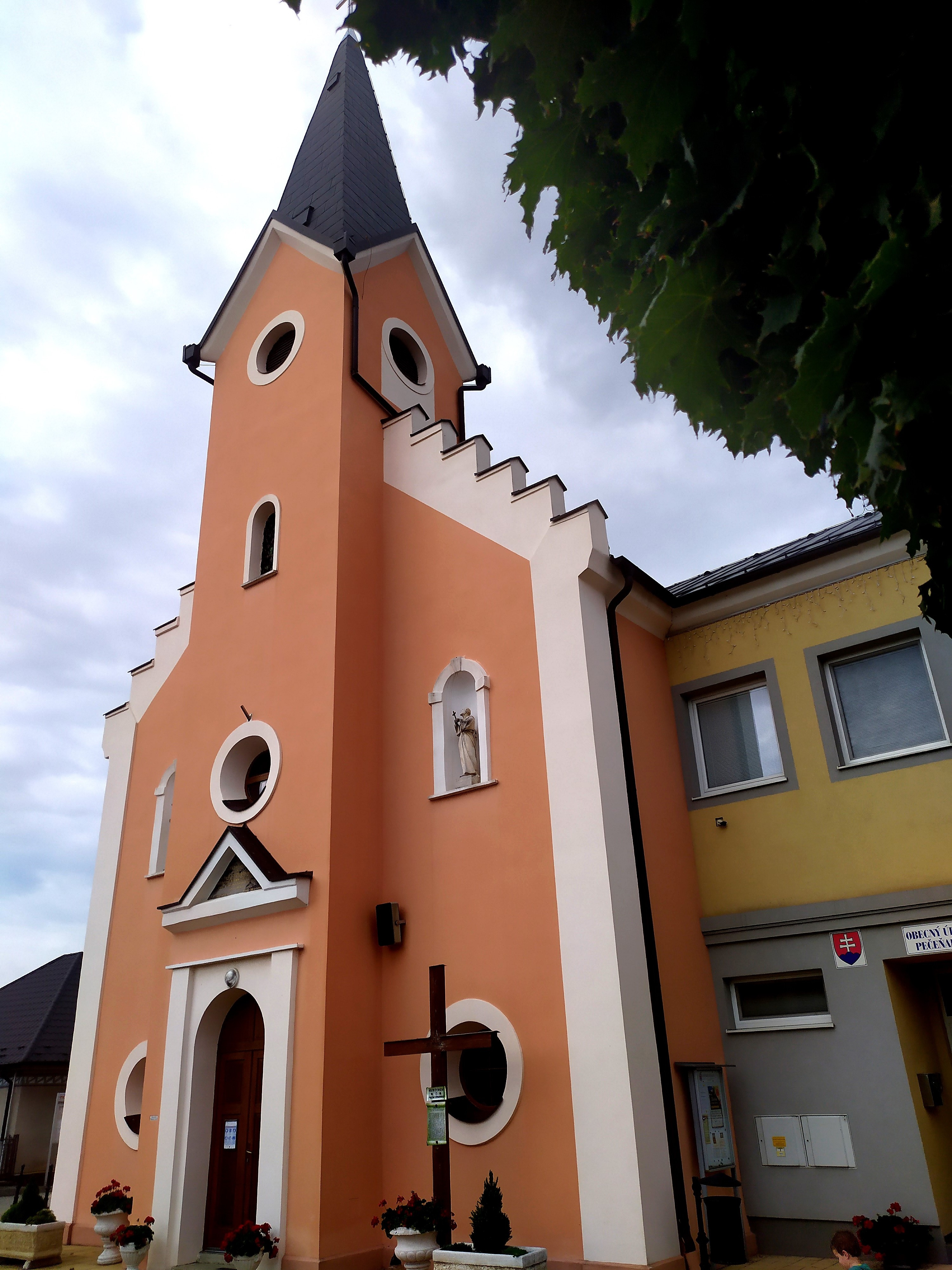
Herz-Jesu-Kirche

## Geographie
Die Gemeinde befindet sich im Hügelland Trnavská pahorkatina (Teil des slowakischen Donautieflands) auf einer Flurterrasse der Dudváh. Das knapp 8,6 km² große Gemeindegebiet hat einen Anteil am Kernkraftwerk Bohunice westlich des Dorfes. Das Ortszentrum liegt auf einer Höhe von 166 m n.m. und ist 15 Kilometer von Hlohovec, 16 Kilometer von Trnava sowie 21 Kilometer von Piešťany entfernt.
Zur Gemeinde gehört das 1907 eingemeindete Dorf Peťová (ungarisch Petőfalva), das heute keinen Gemeindeteil mehr bildet.

## Geschichte
Pečeňady wurde zum ersten Mal 1208 als Bissenorum schriftlich erwähnt. Eine indirekte Erwähnung befindet sich bereits in den Zoborer Urkunden im Jahre 1113 in einer Beschreibung der Grenzen des Nachbarortes Bohunice. Östlich davon lag ein Lager der Petschenegen und Szekler, die im Rahmen des ungarischen Gyepű-Systems eine innere Grenzlinie überwachten. Der Name des Ortes bedeutet „Dorf der Petschenegen“.
Nach der Stabilisierung der Grenzen im 14. Jahrhundert wurde das Lager aufgegeben und im späten 14. Jahrhundert durch Einwanderung südslawischer Siedler als Dorf wieder gegründet. Seitdem gehörte das Dorf zum Herrschaftsgebiet der Burg Guttenstein (slowakisch hrad Dobrá Voda) in den Kleinen Karpaten. Bedeutende Geschlechter im Ort bis zum 20. Jahrhundert waren Bánffy bis zur Hälfte des 17. Jahrhunderts und danach das kroatischstämmige Užovič, das bereits gegen 1450 den Nachbarort Peťová als Schenkung erhielt.
Der Ort Peťová wurde zum ersten Mal 1452 als Petewfalwa schriftlich erwähnt.

## Bevölkerung
| Jahr                | 1994 | 2004    | 2014     | 2024    |
| ------------------- | ---- | ------- | -------- | ------- |
| Anzahl der Personen | 521  | 477     | 529      | 564     |
| Unterschied         |      | −8,44 % | +10,90 % | +6,61 % |

| Jahr                | 2023 | 2024    |
| ------------------- | ---- | ------- |
| Anzahl der Personen | 566  | 564     |
| Unterschied         |      | −0,35 % |

Ergebnisse nach der Volkszählung 2001 (475 Einwohner):
| Nach Ethnie: - 98,32 % Slowaken - 0,21 % Magyaren - 0,21 % Tschechen | Nach Konfession: - 94,95 % römisch-katholisch - 2,53 % konfessionslos - 1,47 % keine Angabe - 0,84 % evangelisch |

## Bauwerke
- römisch-katholische Heiligstes-Herz-Jesu-Kirche, geweiht am 31. Oktober 1899
- klassizistisches Landschloss des Geschlechtes Užovič aus dem Jahr 1825, an der Stelle eines Landsitzes erbaut

## Persönlichkeiten
Söhne und Töchter der Gemeinde:
- Anton Kolarovič (1894–1977), SDB, katholischer Priester, Jugendseelsorger, religiöser Gefangener (zu 5 Jahren Gefängnis verurteilt).[4]